# Percnia prouti
Percnia prouti là một loài bướm đêm trong họ Geometridae.